# خاطره (رمان)
خاطره (با نام اصلی: The First Time) یک رمان مهیج نوشتهٔ جوی فیلدینگ محصول سال ۲۰۰۰ است.